# تشهل ميرب (تكاب)
تشهل ميرب (بالفارسية: چهل میرپ) هي قرية تقع في إيران في Takab Rural District.